# Đồng Phú (phường)
Đồng Phú là một phường thuộc thành phố Đồng Hới, tỉnh Quảng Bình, Việt Nam.
Phường Đồng Phú có diện tích 3,82 km², dân số năm 2019 là 10.906 người, mật độ dân số đạt 2.854 người/km².

## Lịch sử
Ngày 4 tháng 8 năm 1992, Ban Tổ chức Chính phủ ban hành Quyết định số 487/1992/QĐ-TCCP về việc thành lập phường Đồng Mỹ và phường Hải Đình trên cơ sở một phần diện tích và dân số của phường Đồng Phú.